# Evolution 〜for beloved one〜
「evolution 〜for beloved one〜」（エヴォリューション 〜フォア ビーラブドワン）は、『Animelo Summer Live 2010 -evolution-』のテーマソングが収録されたシングル。2010年6月23日にevolutionより発売された。

## 概要
『Animelo Summer Live 2010 -evolution-』のテーマソングが収録されている。作詞・作曲は昨年同様、作詞は奥井雅美、作曲は栗林みな実が担当している。編曲はGRANRODEOのe-ZUKAこと飯塚昌明。
歌は、『Animelo Summer Live 2010 -evolution-』に出演する予定のアーティストが担当している（スフィアと追加で出演が決まったアーティストは参加していない）。 
『evolution 〜for beloved one〜』『女性 Only Vocal Version』『男性 Only Vocal Version』『Instrumental』の4バージョンの楽曲を収録。

## 収録曲
（全作詞：奥井雅美、作曲：栗林みな実、編曲：飯塚昌明）
1. evolution 〜for beloved one〜 [7:04]
歌：彩音、ALI PROJECT、石川智晶、いとうかなこ、奥井雅美、GRANRODEO、栗林みな実、JAM Project（影山ヒロノブ、遠藤正明、きただにひろし、奥井雅美、福山芳樹）、田村ゆかり、茅原実里、南里侑香、飛蘭、fripSide、水樹奈々、May'n、桃井はるこ
  - 『Animelo Summer Live 2010 -evolution-』テーマソング
2. evolution 〜for beloved one〜（女性 Only Vocal Version） [7:03]
歌：彩音、ALI PROJECT、石川智晶、いとうかなこ、栗林みな実、奥井雅美、田村ゆかり、茅原実里、南里侑香、飛蘭、fripSide、水樹奈々、May'n、桃井はるこ
3. evolution 〜for beloved one〜（男性 Only Vocal Version） [7:04]
歌：GRANRODEO、影山ヒロノブ、遠藤正明、きただにひろし、福山芳樹
4. evolution 〜for beloved one〜（Off Vocal Version）